# انسان پرنده (فیلم)
انسان پرنده نام فیلمی است به کارگردانی پرویز خطیبی که محصول سال ۱۳۴۰ می‌باشد.

## داستان
آدم ساده لوح و خیالبافی برای عملی کردن رویاهایش دست به اختراعاتی می‌زند و هدفش اینست که به سرعت پولدار شود، اما طی یک سلسله ماجرا به این نتیجه می‌رسد که باید دنبال واقعیت باشد.